# Storia del Lazio
La Storia del Lazio riguarda le vicende storiche relative al Lazio, regione dell'Italia.

## Età preistorica
Tra le più antiche testimonianze di individui del genere Homo nel Lazio, l'Uomo di Ceprano , un fossile di una singola calotta cranica (calvarium), ritrovata nel 1994 vicino a Ceprano, in provincia di Frosinone, che risale a  400 000 anni dal presente (BP - Before Present in inglese); attualmente viene classificato come Homo heidelbergensis.
Si riferiscono invece all'uomo di Neanderthal, i reperti relativi al famoso ritrovamento del 1929ndel cosiddetto Uomo di Saccopastore vicino all'Aniene, in zona Monte Sacro a Roma, datato a 250 000 anni BP.
Un altro importante e numeroso deposito di resti animali preistorici, è quello di Casal de' Pazzi scoperto nel 1981 nei pressi del fiume Aniene tra via Nomentana e via Tiburtina, riferibile a circa 200 000 anni fa. Anche qui sono state rinvenute numerose ossa di vertebrati, attribuibili per lo più a uccelli e mammiferi, come l'elefante antico, il rinoceronte e l'ippopotamo. Nel giacimento è stato rinvenuto un frammento di parietale destro attribuibile al genere Homo, con caratteristiche definite come preneandertaliane.
Al periodo finale dell'età del Bronzo (seconda metà dell'XI-X sec. a.C.), risale il villaggio preistorico delle Sorgenti della Nova a Farnese, un abitato che si ergeva su una rocca tufacea, dove a basse e semplici capanne poste sulla sommità, si uniscono abitazioni ellittiche più complesse sui terrazzamenti, e grotte scavate nella roccia, con funzioni abitative o di culto.

## Età antica

### Italici ed Etruschi

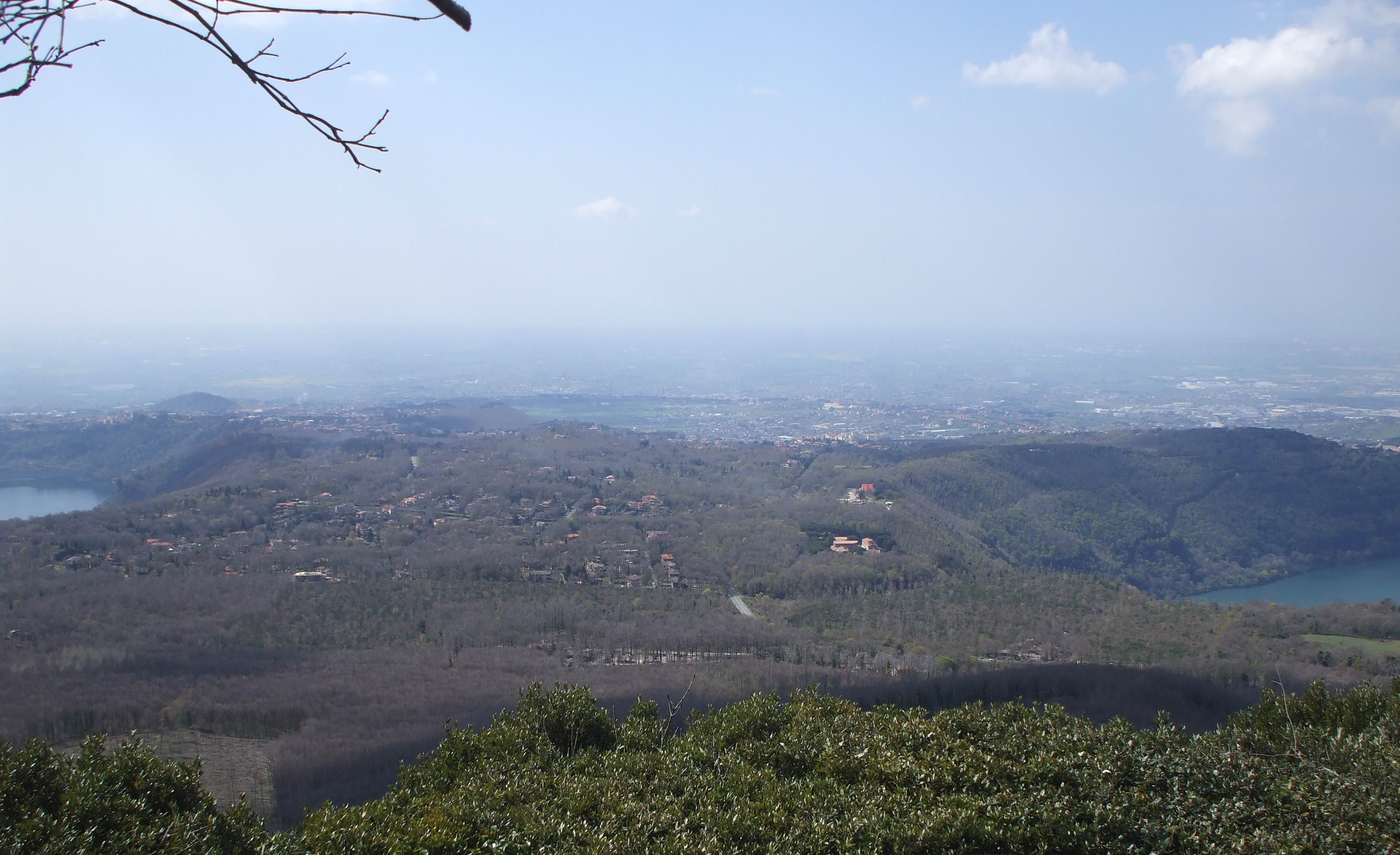
I laghi di Nemi ed Albano visti dalla vetta del Monte Cavo, luogo delle antiche Ferie latine dedicate al culto del dio Giove dei Latini

La discesa dei popoli italici, di lingua indoeuropea e procedenti, forse dall'Europa centrale o orientale (area danubiana), fra cui i Latini, da cui la regione ha poi preso il nome, si fa risalire al II millennio a.C., in epoca protostorica. A quest'epoca potrebbe riferirsi Dionigi di Alicarnasso quando cita i Siculi, gli Aborigeni e i Liguri tra le popolazioni che abitarono il Lazio prima dei Romani.
Le prime testimonianze di epoca storica (che per il Lazio ha inizio nell'VIII secolo a.C. circa), ci permettono di stabilire che nell'attuale Lazio settentrionale (Etruria meridionale), a destra della riva del fiume Tevere, si erano stanziati gli Etruschi, popolazione non indoeuropea, di procedenza ignota, e portatrice di una civiltà particolarmente raffinata. L'area è oggi appunto nota comunemente come Tuscia. Nello stesso periodo le popolazioni italiche (sia occidentali che orientali) avevano consolidato il proprio potere in altri territori della regione: i Latini nel cosiddetto Latium Vetus, il cui fulcro era situato sui Colli Albani e dunque nella zona posta alla sinistra del Tevere; i Falisci in una piccola regione compresa tra Etruschi e Latini, ma a destra del fiume Tevere; i Capenati, anch'essi a nord di Roma; i Sabini nell'attuale Lazio nord-orientale (Sabina); Ernici, Aurunci ed Equi a sud, in alcune aree dell'attuale frusinate; i Volsci, parlanti una lingua umbra, nella parte costiera del Lazio a sud delle acque del Tevere e lungo la Valle del Liri.

### Supremazia etrusca

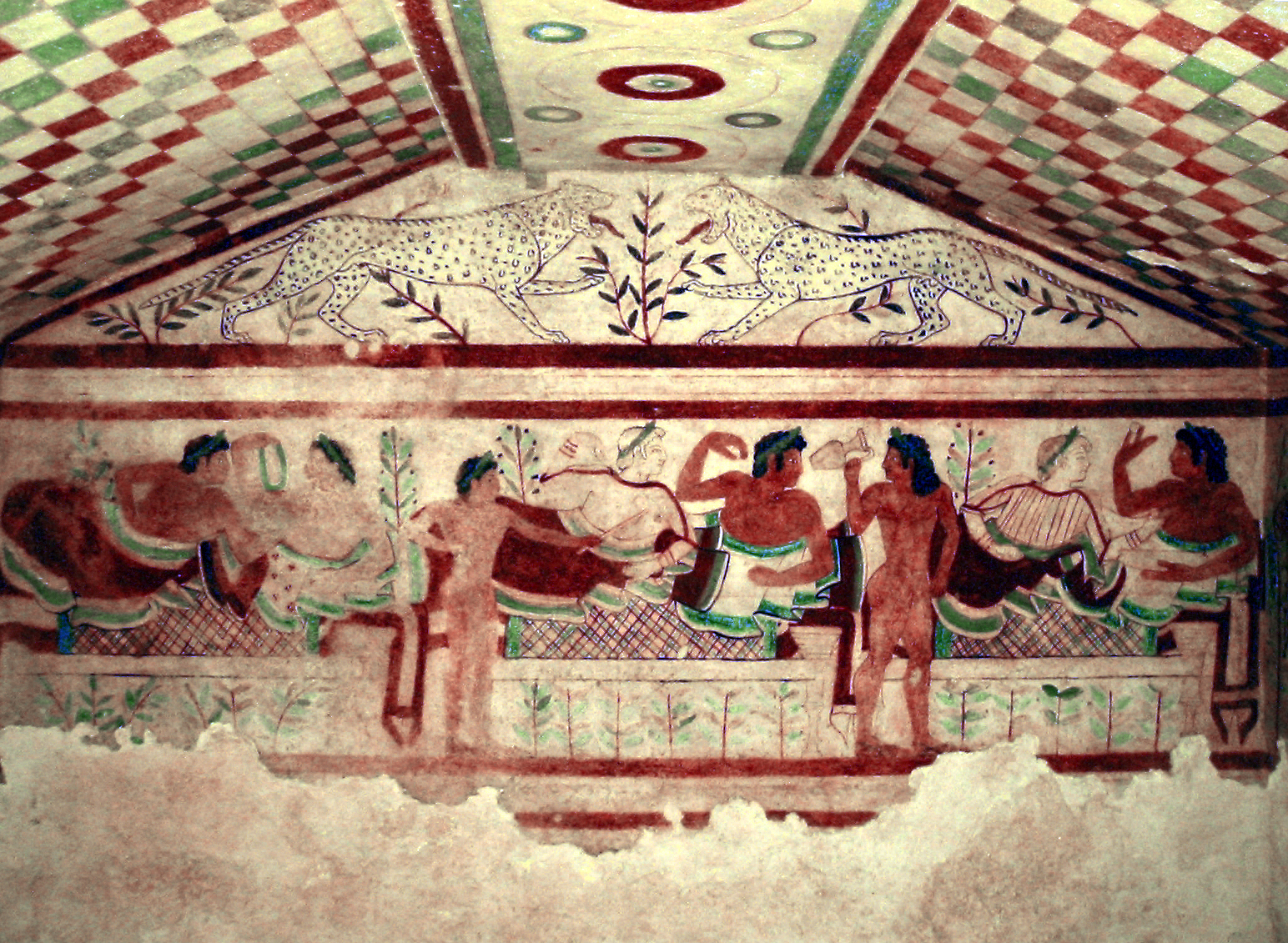
Affresco nella Tomba dei leopardi a Monterozzi

Tra il VII secolo a.C. e il VI secolo a.C. le testimonianze storiche ci permettono di stabilire che il popolo etrusco affermò chiaramente la propria supremazia sulle genti italiche stanziate nel Lazio. La stessa Roma ne subì una profonda influenza, sia culturale che politica. Si impose sull'Urbe, in questo periodo, una dinastia etrusca, confermataci non solo dalla tradizione storiografica latina, ma anche dai numerosi rinvenimenti archeologici. In quegli anni Roma acquisì delle connotazioni propriamente urbane insieme ad altri centri abitati dell'area latina (Tibur, Praeneste, Tusculum, ecc.), mentre le floride città etrusche della costa (Caere e Tarquinia in particolare), raggiunsero l'apogeo della propria espansione territoriale ed economica.

### Dal Lazio etrusco a quello romano
Nel V secolo a.C., con il tramonto della supremazia etrusca, il Lazio fu sconvolto da una serie di guerre che contrapposero la città di Roma alle altre città latine e ai bellicosi popoli degli Equi e dei Volsci. L'Urbe rischiò di scomparire, e solo nei primi decenni del IV secolo a.C., all'indomani dell'invasione e del saccheggio ad opera dei Galli (390 a.C.), tornò a riprendersi sia sotto il profilo demografico che economico. Riuscì a stabilire la propria supremazia sul Latium Vetus, (vittorie nella battaglia del Vesuvio e nella battaglia di Trifano, entrambe nel 340 a.C. e anni immediatamente successivi), ma non sulla parte nordoccidentale della regione che rimase in mano agli Etruschi. Solo a seguito della battaglia di Sentino (295 a.C.) crollò il potere etrusco nella parte settentrionale del Lazio e l'intera regione venne unificata sotto l'egida di Roma.

### Lazio romano
Fra l'inizio del III secolo a.C. e il V secolo della nostra era, la Storia del Lazio si confuse con quella di Roma. Al Latium vetus si affiancò a sud il Latium adiectum, con la diffusione di colonie latine e romane nella regione e dunque la convivenza e poi fusione di latini (romani o meno), originari del Latium vetus, e popolazioni italiche orientali.
L'egemonia romana sul Lazio fu messa a dura prova sia durante la discesa di Annibale in Italia che durante la guerra sociale del primo e secondo decennio del I secolo a.C. Tale conflitto si originò a seguito del rifiuto di Roma di estendere la cittadinanza romana ai suoi alleati, nel Lazio e nel resto d'Italia. Al termine della guerra, la concessione della tanto agognata cittadinanza permise a tutte le popolazioni presenti in regione di legarsi ancor più saldamente a Roma, costituendo il fulcro dell'immenso Stato che l'Urbe stava costituendo in Europa, Asia e Africa.
Sul finire dell'età repubblicana e nei primi due secoli dell'età imperiale, il Lazio diventò uno dei massimi centri civili e politici del mondo romano e raggiunse la sua "Età dell'Oro", fin da epoca augustea. Nativi della provincia laziale furono, fra i tanti, gli scrittori Marco Porcio Catone, Cicerone, Varrone, Giovenale e, probabilmente, Tibullo.
Gran parte delle terre rurali limitrofe a Roma subì fra il I e il II secolo della nostra era un intenso processo di urbanizzazione. Vennero edificate ville sfarzose (fra cui la celebre villa Adriana, a Tibur) e l'economia della regione prosperò. Una fitta rete stradale ricopriva all'epoca il territorio laziale, che ospitava uno dei porti principali d'Italia e dell'Impero: Ostia.

## Età medievale

### Dalle invasioni barbariche a Innocenzo III
Con le invasioni barbariche iniziò per il Lazio un rapido declino. Entrò a far parte, con il resto d'Italia, prima del Regno di Odoacre, poi di quello degli Ostrogoti. Liberato, dopo una lunga e sanguinosa guerra, da Giustiniano I, poté tornare a ricongiungersi al mondo romano, anche se nella sua versione orientale (553). Nel 568 i Longobardi occuparono l'attuale reatino, che di lì a poco sarebbe entrato a far parte del Ducato di Spoleto. La vicinanza all'Italia longobarda e la lontananza da Costantinopoli, permise ai Vescovi di Roma di acquisire, fin dall'epoca di papa Gregorio I, una sempre maggiore indipendenza da Bisanzio, assumendo una posizione di assoluto rilievo nel Ducato romano, entità politico-amministrativa dipendente dall'Esarcato d'Italia e costituita dai bizantini negli ultimi decenni del VI secolo. Tale ducato comprendeva la massima parte dell'attuale Lazio, ad eccezione di Rieti e della Sabina (appartenente al Ducato di Spoleto) e della parte più meridionale della regione che rientrava nella zona di influenza di Gaeta e della Campania bizantina e, successivamente, anche della Terra di San Benedetto (dal 750 circa).
La dominazione bizantina sul Lazio (Lasithion, Λασίθιον in greco bizantino) si attenuò ulteriormente con la conquista della Pentapoli e di Ravenna (751), capitale dell'Esarcato d'Italia, ad opera dei Longobardi. Il consolidamento del potere papale sul Ducato romano e la nascita di uno Stato Pontificio propriamente detto (seconda metà dell'VIII secolo), sostenuto dai sovrani franchi, nuovi arbitri dei destini del Lazio e d'Italia, fecero della regione il fulcro del nascente Stato, che ruotò prima nell'orbita carolingia, poi in quella del Sacro Romano Impero (a partire dal X secolo). La sovranità papale sull'attuale Lazio, tranne Rieti e la Sabina, fu però ben poco effettiva fino alla fine del XII secolo, a causa delle spinte autonomiste tanto della nobiltà locale tanto dei primi comuni (Viterbo e Roma, in particolare). Fu solo sotto il pontificato dell'energico Innocenzo III (1198-1216) che i feudatari della regione e le oligarchie comunali accettarono di integrarsi definitivamente nel nuovo Stato.

### L'età tardo medievale
Nel 1271-1276, sotto il pontificato di Gregorio X si assistette a un primo, timido, decentramento amministrativo, con il conferimento di maggiori poteri ai rettori o governatori delle province laziali. Il trasferimento della sede papale ad Avignone (1309-1376) allentò i vincoli fra le libere città della regione (Viterbo, Corneto, Anagni, ecc.) e lo Stato Pontificio e conferì nuovo vigore, nell'Urbe e in provincia, alla turbolenta aristocrazia locale (famiglie degli Orsini, dei Savelli, dei Colonna, ecc.). A Roma venne persino instaurato, per un breve periodo, un ordinamento repubblicano da parte di un capopolo, Cola di Rienzo (1347). Fu necessaria tutta l'energia di un grande ecclesiastico e condottiero, il cardinale Egidio di Albornoz, per riportare all'obbedienza papale la regione, compresa Rieti e la Sabina che dopo essere state lungamente contese fra il Regno di Napoli e lo Stato Pontificio, passarono definitivamente a quest'ultimo nella seconda metà del XIV secolo. L'Albornoz fu l'ispiratore delle Costituzioni egidiane, raccolta di leggi che per quasi tre secoli regolarono i rapporti fra il potere centrale e quelli periferici (Province, comuni, feudatari, ecc.) sia nel Lazio che nelle altre regioni che conformavano lo Stato Pontificio. Quest'ultimo venne inoltre riorganizzato sia sotto il profilo territoriale che amministrativo.
Subito dopo lo Scisma d'Occidente (1378-1415) Martino V (1417-1431) ed Eugenio IV (1431-1449) portarono a compimento l'opera iniziata dall'Albornoz, limitando ulteriormente i poteri delle magistrature comunali in regione. Sotto il pontificato di Sisto IV (1471-1484) si tentò di incoraggiare l'agricoltura cercando di bonificare le zone paludose della costa laziale, anche se con modesti risultati.
Attorno alla metà del Quattrocento fu rimesso in uso da Flavio Biondo il nome latino della regione, Latium, da cui derivò l'italiano Lazio. Per quasi tutta l'età medievale il Latium storico infatti identificata mediante le denominazioni delle due subregioni che ne integravano il territorio: Marittima e Campagna e Terra di Lavoro (per quest'ultima la parte laziale era solo l'area settentrionale). Il nord dell'attuale regione Lazio (che non era però parte del Lazio storico) veniva invece denominato Tuscia.

## Età moderna e contemporanea

### Dal Rinascimento all'incorporazione nel Regno d'Italia
Il Rinascimento e il primo manierismo, nel Lazio e a Roma, trovarono la loro massima espressione nella prima metà del Cinquecento, nel periodo compreso fra il pontificato di Alessandro VI (1492-1503) e quello di Paolo III (1534-1549). Se nella capitale pontificia operarono artisti della taglia di Michelangelo e Raffaello, nella provincia laziale furono attivi il Sangallo (Rocca, a Civita Castellana), Sebastiano del Piombo (Pietà, a Viterbo), Pirro Ligorio (Villa d'Este, a Tivoli), e molti altri architetti, pittori e scultori di valore. Anche in età controriformista (seconda metà del XVI secolo) e barocca (XVII secolo) la regione si arricchì di monumenti ed edifici di eccezionale valore. A tale fioritura artistica non si accompagnò tuttavia un parallelo sviluppo civile della regione. Nel terzo decennio del Seicento iniziò infatti, nel Lazio e, più in generale, nell'intero Stato Pontificio e in Italia, una crisi economica e sociale di lunga durata che si protrasse fino agli inizi del Settecento. Fu solo nella seconda metà del XVIII secolo, grazie alle riforme e ai lavori di bonifica del litorale laziale voluti da papa Pio VI (1775-1799), che l'agricoltura della regione iniziò a risollevarsi e, con essa, le dinamiche demografiche locali, contraddistinte da oltre un secolo di stagnazione.
Fin dagli ultimi anni del Settecento il Lazio e lo Stato Pontificio entrarono nell'orbita della Francia napoleonica che consolidò il proprio potere sulla regione agli inizi del secolo successivo. Lo Stato Pontificio riacquistò la sua piena indipendenza solo nel 1814, con il ritorno di papa Pio VII a Roma, da Savona, dove era stato confinato, nell'inverno di quello stesso anno, da Napoleone. Da allora, e fino al 1860-1861, il Lazio seguì i destini del proprio Stato di appartenenza. Successivamente conformò, da solo, ciò che era rimasto dello Stato Pontificio dopo l'annessione di Romagna (con Bologna e Ferrara), Marche e Umbria al nascente Regno d'Italia. Nel 1870, con il definitivo tramonto dello Stato Pontificio, anche il Lazio fu assorbito nello Stato italiano.

### Dall'unione all'Italia alla Grande guerra
L'annessione di Roma e delle ex-delegazioni pontificie di Viterbo, Civitavecchia, Velletri e Frosinone nel Regno d'Italia, avversata dall'aristocrazia papalina, fu invece salutata positivamente dalla borghesia e dalle classi imprenditoriali locali che videro nel trasferimento della capitale dello Stato da Firenze alla Città eterna (1871) e nelle prime leggi per la bonifica dell'agro romano (1883), un solido punto di avvio per il futuro sviluppo della Regione. In realtà se Roma conobbe una notevole crescita dell'attività edilizia e un incremento demografico piuttosto sostenuto, raddoppiando la propria popolazione nel trentennio compreso fra il 1871 e il 1901 (la città passò dai 212.000 ai 422.000 abitanti circa), il resto del Lazio continuò ad essere caratterizzato da un'economia depressa, imperniata su un'agricoltura arretrata, e da un debole incremento demografico. Alcuni miglioramenti si registrarono invece in campo sociale, come l'abbattimento progressivo della mortalità infantile e l'aumento delle speranze di vita della popolazione della regione che, al momento dell'unione del Lazio al Regno d'Italia, erano pari a soli 29,1 anni, le più basse in assoluto del Paese (fin dal 1891, si situarono invece a livello di quelle medie nazionali). Anche la piaga dell'analfabetismo, che nel 1871 coinvolgeva oltre i due terzi della popolazione (67,7% circa), si ridusse, nel 1911, al 33,2%, valore alquanto più favorevole di quello medio nazionale (37,4% nello stesso anno).

### Il fascismo
A quattro anni di distanza dal termine della prima guerra mondiale, in Italia assunse il potere Mussolini (1922), che per oltre vent'anni dominò la vita pubblica italiana. L'avvento del fascismo fu gravido di conseguenze per il Lazio. Alla provincia di Roma venne infatti aggregato il Reatino (facente parte della provincia di Perugia fin dal 1861) mentre, nel 1927, a seguito della soppressione della provincia di Terra di Lavoro, parte della Campania settentrionale (Circondari di Gaeta e di Sora), unitamente ad un ampio territorio dell'Abruzzo nord-occidentale (Circondario di Cittaducale con Amatrice ed Antrodoco), furono incorporati al Lazio. Quest'ultimo fu suddiviso, in quello stesso anno, in quattro province: Roma, Viterbo, Rieti e Frosinone, cui si aggiunse, nel 1934, quella di Littoria (l'odierna Latina). Il Lazio passò in tal modo, nel giro di pochi anni, da 12.100 km² circa a 17.200 km² e tale estensione avrebbe conservato fino ai giorni nostri.
Acquisizioni territoriali del Lazio (1923-1927)
| Anno | Regione di orig. | Provincia di orig.   | Circondario | N.comuni | Superficie | Abitanti |
| ---- | ---------------- | -------------------- | ----------- | -------- | ---------- | -------- |
| 1923 | Umbria           | Perugia              | Rieti       | 56       | 1.447,45   | 105.905  |
| 1927 | Abruzzi          | Aquila degli Abruzzi | Cittaducale | 17       | 1.304,65   | 69.063   |
| 1927 | Campania         | Terra di Lavoro      | Gaeta, Sora | 67       | 2.316,15   | 314.741  |

In età fascista fu portata a compimento la bonifica integrale dell'Agro Pontino, che, iniziata nel 1926, si protrasse fino alla vigilia della seconda guerra mondiale. Furono fondate in quegli anni una serie di borgate agricole e cinque città: Littoria (dal 1944, Latina), divenuta anche capoluogo di provincia, Sabaudia, Pontinia, Aprilia e Pomezia. La distribuzione di terre bonificate (circa 2.700 poderi con un impiego di 5.000-7.000 nuove unità lavorative) a coloni provenienti per lo più dall'Italia Settentrionale (soprattutto dal Veneto), avrebbe dovuto assicurare al Lazio un incremento della produzione lorda vendibile, ma così non fu. Si assistette anzi a un modesto decremento annuo dell'ordine del -0,57% dovuto alla stagnazione della produzione zootecnica ed alla diminuzione di quella ortiva, frutticola, vinicola ed olearia. Solo la produzione cereagricola, sostenuta da un'errata politica governativa (che ebbe un primo avvio negli anni venti con la cosiddetta battaglia del grano), subì un certo incremento, senza peraltro riuscire a compensare le perdite originatesi negli altri settori.

### La seconda guerra mondiale e il dopoguerra
Se nel corso della seconda guerra mondiale Roma ebbe a soffrire meno di altre metropoli italiane per le distruzioni belliche, alcune città laziali di piccole e medie dimensioni e numerosi centri regionali minori risultarono gravemente danneggiati, sia a causa dei bombardamenti aerei, che del passaggio degli eserciti belligeranti (1943-1944). Le città marittime di Civitavecchia, Anzio, Nettuno e Terracina persero, sotto le bombe o i cannoneggiamenti, la maggior parte del proprio patrimonio edilizio, ma anche Formia e Gaeta risultarono, in parte, distrutte. Alcuni importanti scali ferroviari come Frosinone, furono seriamente danneggiati, mentre Cassino fu ridotta a un cumulo di macerie, così come la celebre abbazia che la sovrastava. Se Cisterna di Latina, Sutri, Cerveteri e Palestrina subirono alcune devastanti incursioni, la cittadina industriale di Colleferro fu bombardata, in alcuni casi pesantemente, per ben quarantuno volte. Frascati, alle porte di Roma, fu invece rasa al suolo da un solo, terrificante bombardamento, prodottosi nel settembre del 1943. Fra i mesi di maggio e giugno del 1944 l'incubo ebbe termine: il Lazio fu completamente liberato dagli Alleati.
Dopo la ricostruzione (seconda metà degli anni quaranta), il Lazio sperimentò, negli anni Cinquanta e Sessanta, una notevole crescita demografica, che, in termini percentuali, fu di gran lunga superiore a quella del resto d'Italia (fra il 1951 e il 1971 è stata del 40% in regione contro il 14% della media italiana). Roma città, i Castelli romani e la massima parte della provincia di Latina sono state le zone di più intenso incremento demografico. In quegli stessi anni si assistette a uno sviluppo economico notevole, soprattutto nel settore terziario e, più limitatamente, anche nell'industria. Quest'ultima trovò condizioni favorevoli di sviluppo nel territorio che va da Pomezia a Pontinia (comprendente Aprilia, Latina, Cisterna, ecc.), a Colleferro, dove fin dal 1913 erano attive importanti fabbriche di esplosivi, e nella zona di Anagni-Ferentino (inclusa nella Cassa del Mezzogiorno).
Negli anni Settanta e Ottanta, anche la valle del Liri conobbe un notevole sviluppo industriale grazie agli stabilimenti Fiat sorti sul territorio. Fra i centri industriali minori sviluppatisi nel secondo dopoguerra segnaliamo Cittaducale e alcuni comuni della bassa valle del Tevere. Furono però soprattutto il commercio e la Pubblica amministrazione che conobbero l'incremento più vigoroso, e a tutt'oggi rappresentano la fonte primaria di reddito dei residenti laziali. In concomitanza con i forti tassi di sviluppo del terziario, si assistette, fin dall'immediato secondo dopoguerra, a un progressivo ridimensionamento del settore primario che oggigiorno (2009) dà lavoro a un numero di addetti molto modesto (meno del 4% dell'intera forza lavoro della regione) e rappresenta una quota senz'altro trascurabile del reddito prodotto sul territorio (circa il 3%). I cittadini della Regione Lazio, come il resto dei cittadini delle regioni a statuto ordinario, elessero per la prima volta i propri rappresentanti al consiglio regionale nel giugno 1970, e nel 1995 anche il Presidente Regionale.